# Spear Tower
Spear Tower je mrakodrap v centru kalifornského města San Francisco. Má 43 pater a výšku 172 metrů, je tak 12. nejvyšší mrakodrap ve městě. Je součástí komplexu One Market Plaza, tří kancelářských budov, z kterých je také nejvyšší. Byl dokončen v roce 1976 a za designem budovy stojí firma Welton Becket Associates. V roce 1996 proběhla rekonstrukce podle plánů architekta Césara Pelliho. V budově se nachází převážně kancelářské prostory.